# Ахмет-ишан Оразайулы
Ахмет-ишан Оразайулы (1861, пос. Зинкетер Сырдариинского района быв. уезда Акмешит — 1926 , Кызылординская область) — ишан, народный целитель.

## Биография
Обучался в медресе Бухары. На свои средства содержал школу и мечеть в ауле Баганалы. В 1881—1883 годах дважды совершил хадж в Мекку. Поддерживал тесные связи с А. Байтурсыновым, М. Дулатовым и другими, оказывал финансовую помощь в выпуске газеты «Казах». Публиковался в ней, в том числе напечатал статью о преимуществе оседлой жизни («Казах», № 6, 1913). Учредил премию за создание школьных учебников на казахском языке. Один из руководителей восстания мусульманских народов против колониальной политики Российской империи. Известен как целитель. Во время эпидемии холеры в 1923 году Ахмет-ишан с дочерью Бибисарой делал прививки против оспы и сохранил жизнь многим людям.
Скончался в 1926 году в Кызылординской области. Над его могилой в местечке Синиртек построен мавзолей Ахмета-ишана.